# Clarence Zener
Clarence Melvin Zener (Indianapolis, 1 december 1905 – Pittsburgh, 2 juli 1993) was een Amerikaans theoretisch natuurkundige. 

## Biografie
Zener was van origine wiskundige, maar schreef over een breed scala aan onderwerpen, waaronder supergeleiding, metaalkunde en geometrisch programmeren. Zijn naam is op meerdere manieren aan de wetenschap verbonden. Zo was hij de eerste die de elektrische eigenschappen beschreef van de zenerdiode, die door Bell Labs zodoende naar Zener vernoemd werd. Tevens werd hij de naamgever van de Zener-Hollomonparameter. 
In 1929 behaalde Zener zijn PhD in de natuurkunde aan de Harvard-universiteit, met een scriptie getiteld Quantum Mechanics of the Formation of Certain Types of Diatomic Molecules (wat iets betekent als 'kwantummechanica van de vorming van bepaalde typen diatomaire moleculen'). Aansluitend was hij post-doc aan de Princeton-universiteit en de Universiteit van Bristol in Engeland, waar hij de nodige ervaring opdeed op het gebied van de vaste-stoffysica. 
Hij gaf les aan verschillende Amerikaanse universiteiten, voordat hij begon te werken aan het arsenaal van Watertown in de Tweede Wereldoorlog. Na de oorlog was hij hoogleraar vaste-stoffysica aan de Universiteit van Chicago (1945-1951), werkte als hoofd onderzoek bij Westinghouse Electric Corporation (1951-1965), gaf les aan de Texas A&M-universiteit (1966-1968) en werkte vanaf 1968 tot aan zijn dood aan de Universiteit van Carnegie Mellon.

## Erkenning
Voor zijn werk ontving Zener verscheidene onderscheidingen en prijzen. Zo ontving hijn in 1957 de Bingham-medaille voor zijn werk in de reologie, in 1959 de John Price Wetherill-medaille van het Franklin Institute, in 1965 de Albert Souveur Achievement Award, in 1974 de gouden medaille van de American Society for Metals, in 1982 de Von Hippel Award van de Materials Research Society en ontving in 1985 de ICIFUAS-prijs voor de ontdekking van het Zenereffect, zijn baanbrekende onderzoeken naar anelasticiteit in metalen en de voorspelling en observatie van thermo-elastische demping.